# Handball-DDR-Oberliga (Frauen) 1987/88
Die Handball-DDR-Oberliga der Frauen 1987/88 war in dieser Saison in der DDR die höchste Spielklasse im Hallenhandball. Mit ihr wurde in dieser Sportart der 38. DDR-Meister ermittelt. 

## Saisonverlauf
Die Handballoberliga begann am 6. September 1987 und endete mit dem letzten Spiel am 2. April 1988. Es beteiligten sich wie üblich zehn Mannschaften, unter ihnen die fünf alteingesessenen Sportclubs. Durch einen Sieg am letzten Spieltag bei Titelverteidiger ASK Vorwärts Frankfurt/O. sicherte sich der SC Leipzig nach 1984 seinen vierzehnten DDR-Meistertitel. Punktgleich kamen auf den Plätzen der ASK und der in der Rückrunde verlustpunktfreie SC Empor Rostock ein. Über die endgültige Platzierung der beiden Mannschaften, entschieden die Spiele gegeneinander. Von den beiden Aufsteiger Lokomotive Rangsdorf und der Betriebssportgemeinschaft (BSG) Blaue Schwerter Meissen konnte lediglich Rangsdorf mit Platz acht die Klasse halten. Meissen, dass keinen Punkt gewinnen konnte, stieg nach nur einem Jahr wieder in die Zweitklassigkeit ab. Begleitet wurden sie von der BSG Einheit/Sirokko Neubrandenburg nach zweijährigem Gastspiel.

## Tabellen

### Abschlusstabelle
| Pl. | Mannschaft                         | Sp. | S  | U | N  | Tore      | Diff. | Punkte  |
| --- | ---------------------------------- | --- | -- | - | -- | --------- | ----- | ------- |
| 1.  | SC Leipzig (P)                     | 18  | 15 | 1 | 2  | 0455:3060 | +149  | 031:50  |
| 2.  | ASK Vorwärts Frankfurt/O. (M)      | 18  | 14 | 1 | 3  | 0450:3080 | +142  | 029:70  |
| 3.  | SC Empor Rostock                   | 18  | 14 | 1 | 3  | 0418:3120 | +106  | 029:70  |
| 4.  | SC Magdeburg                       | 18  | 11 | 4 | 3  | 0425:3110 | +114  | 026:100 |
| 5.  | TSC Berlin                         | 18  | 11 | 1 | 6  | 0387:3280 | +59   | 023:130 |
| 6.  | BSG Sachsenring Zwickau            | 18  | 5  | 2 | 11 | 0307:3750 | −68   | 012:240 |
| 7.  | BSG Halloren Halle                 | 18  | 5  | 1 | 12 | 0322:4010 | −79   | 011:250 |
| 8.  | BSG Lokomotive Rangsdorf (N)       | 18  | 5  | 0 | 13 | 0363:4420 | −79   | 010:260 |
| 9.  | BSG Einheit/Sirokko Neubrandenburg | 18  | 4  | 1 | 13 | 0287:3840 | −97   | 09:270  |
| 10. | BSG Blaue Schwerter Meissen (N)    | 18  | 0  | 0 | 18 | 0233:4800 | −247  | 00:360  |

Platzierungskriterien: 1. Punkte – 2. Direkter Vergleich (Punkte, Tordifferenz, geschossene Tore) – 3. Tordifferenz – 4. geschossene Tore

Legende:
  DDR-Meister und Teilnehmer am Europapokal der Landesmeister 1988/89 
  FDGB-Pokalsieger und Teilnehmer am Europapokal der Pokalsieger 1988/89 
  Teilnehmer am IHF-Pokal 1988/89 
  Absteiger in die DDR-Liga 1988/89 
 (M) DDR-Meister 1987, (P) FDGB-Pokalsieger 1987, (N) Aufsteiger aus der DDR-Liga 1986/87

### Kreuztabelle
| 1987/88 6. September 1987 – 2. April 1988 | 1987/88 6. September 1987 – 2. April 1988 | SC Leipzig | ASK Vorwärts Frankfurt/O. | SC Empor Rostock | SC Magdeburg | TSC Berlin | BSG Sachsenring Zwickau | BSG Halloren Halle | Lok Ra'dorf | BSG Einheit/Sirokko Neubrandenburg | BSG Blaue Schwerter Meissen |
| ----------------------------------------- | ----------------------------------------- | ---------- | ------------------------- | ---------------- | ------------ | ---------- | ----------------------- | ------------------ | ----------- | ---------------------------------- | --------------------------- |
| 01.                                       | SC Leipzig                                |            | 28:19                     | 16:27            | 20:20        | 25:15      | 32:12                   | 36:14              | 32:22       | 26:14                              | 31:11                       |
| 02.                                       | ASK Vorwärts Frankfurt/O.                 | 21:22      |                           | 24:16            | 20:17        | 25:22      | 26:14                   | 30:80              | 34:19       | 30:17                              | 41:50                       |
| 03.                                       | SC Empor Rostock                          | 18:20      | 20:19                     |                  | 16:16        | 24:16      | 23:14                   | 28:21              | 29:20       | 26:13                              | 29:15                       |
| 04.                                       | SC Magdeburg                              | 25:19      | 19:19                     | 19:21            |              | 23:16      | 25:20                   | 25:14              | 36:18       | 29:17                              | 32:10                       |
| 05.                                       | TSC Berlin                                | 21:22      | 16:19                     | 18:17            | 18:18        |            | 26:11                   | 23:16              | 26:13       | 18:11                              | 27:12                       |
| 06.                                       | BSG Sachsenring Zwickau                   | 11:31      | 16:19                     | 21:28            | 20:19        | 20:21      |                         | 19:19              | 21:14       | 17:13                              | 23:14                       |
| 07.                                       | BSG Halloren Halle                        | 18:21      | 20:30                     | 18:20            | 16:26        | 15:20      | 18:14                   |                    | 27:20       | 17:16                              | 22:90                       |
| 08.                                       | BSG Lokomotive Rangsdorf                  | 17:24      | 15:29                     | 17:21            | 18:20        | 26:32      | 20:15                   | 30:22              |             | 18:17                              | 34:17                       |
| 09.                                       | BSG Einheit/Sirokko Neubrandenburg        | 09:25      | 19:23                     | 10:27            | 11:23        | 18:29      | 15:15                   | 24:18              | 22:16       |                                    | 19:14                       |
| 10.                                       | BSG Blaue Schwerter Meissen               | 12:25      | 15:22                     | 15:28            | 18:33        | 13:23      | 12:24                   | 10:19              | 18:26       | 13:22                              |                             |

### Torschützenliste
|     | Spieler             | Verein                             | Tore / 7 m |
| --- | ------------------- | ---------------------------------- | ---------- |
| 01. | Viola Ide           | BSG Lokomotive Rangsdorf           | 135 / 52   |
| 02. | Kerstin Voigtländer | SC Magdeburg                       | 125 / 65   |
| 03. | Katja Kittler       | SC Empor Rostock                   | 122 / 47   |
| 04. | Kerstin Nindel      | SC Leipzig                         | 088 / 33   |
| 05. | Cordula David       | TSC Berlin                         | 085 / 26   |
| 06. | Kornelia Kunisch    | SC Magdeburg                       | 084 / 17   |
| 07. | Katrin Mietzner     | ASK Vorwärts Frankfurt/O.          | 077 / 37   |
| 08. | Angela Werner       | SC Leipzig                         | 071 / 14   |
| 09. | Leila Heiden        | BSG Einheit/Sirokko Neubrandenburg | 070 / 38   |

## Statistik
In den 90 ausgetragenen Oberligaspielen fielen 3.647 Tore, das entspricht einem Durchschnitt von ≈ 41 Treffern pro Spiel. Der SC Leipzig hatte als Meister die treffsicherste Mannschaft, die in ihren 18 Spielen 455 Tore erzielte (Ø 25). Das torreichste Oberligaspiel, welches 26:32 endete, war die Partie zwischen der BSG Lokomotive Rangsdorf – TSC Berlin. Den höchsten Sieg errang der ASK Vorwärts Frankfurt/O.  mit einem 41:5-Heimsieg über Blaue Schwerter Meissen. Viola Ide von Lokomotive Rangsdorf wurde Torschützenkönigin. Sie warf 135 Tore, davon 52 als Siebenmeterschützin.

## Meistermannschaft
| 1.                  | SC Leipzig |
| ------------------- | --- |
| Logo vom SC Leipzig | - Tor: Andrea Stolletz (18/–), Renate Zschau (12/–), Katrin Höhne (1/–) - Feldspieler: Kerstin Knüpfer (18/62) , Kerstin Nindel (18/88), Sabine Quednau (18/25), Carola Ciszewski (13/55), Anja Krüger (16/29), Sybille Gruner (16/58), Ute Teuschel (16/22), Angela Werner (18/71), Britta Franke (10/15), Heike Hadlich (9/8), Carmen Schneider (9/10), Sylvia Ullmann (5/2), Cordelia Kühn (4/4), Regine Koch (3/5), Karin Röhrich (2/1) – (Spiele/Tore) - Trainer: Klaus Franke (1.–16. Spieltag), Lothar Doering |